# Diepswal (Leek)
Diepswal is een buurtschap en streek in de gemeente Westerkwartier in de provincie Groningen in Nederland.
Diepswal ligt aan beide zijden van het Leekster Hoofddiep even ten westen van Leek. De ligging verklaart ook meteen de naam: gelegen op de wal (= kade of oever) langs het (Hoofd)diep.

## Geschiedenis
In de 16e eeuw werd begonnen met turfwinning in het Nyen Oorter veen in Groningen. Hoogveen gelegen tussen Vredewold en het Drents plateau naast de grens met Drenthe. Door de ligging tussen zandruggen te volgen kon eenvoudiger een kanaal worden gegraven. Voor het afvoeren van water naar het Leekstermeer werden naast hoofdkanalen ook wijken gegraven. Tijdens het oogstseizoen van turf werd het waterpeil verlaagd. Het hoogteverschil tussen de grens met Friesland tot het Leekstermeer is ongeveer zeven meter. Om het waterpeil te regelen werden in 1784 drie sluizen aangebracht. Daarnaast is er nog een molenkanaal parallel aan het Hoofddiep bij Diepswal gegraven en zijn er windmolens gebouwd om water terug te pompen en zo scheepvaart mogelijk te maken. In Wilde lantaarns is door Theun de Vries het landschap aan de Jonkersvaart als zwart en desolaat omschreven voordat er landbouw mogelijk was na de turfwinning. Op de kaart 'Provincie Groningen' van 'Stadt en Lande' uit ca. 1684 van Nicolaas Visscher staan 7 huizen getekend naast de grens met Drenthe, waar nu de Roomsterweg is en waar de Wolve Schans was, daarnaast staat geschreven de 7 huysen. Diepswal werd beschouwd als Seven huisen.

## Diepswal rond de helft van de twintigste eeuw
Diepswal had karakteristieke veenkoloniale woningen. De woningen werden afgewisseld met boerderijen, soms vlak langs de smalle verharde weg en langs het zandpad aan de overkant, de Roomsterweg. Daarnaast waren er een grasdrogerij, kalkoven, twee kruidenierswinkels, drie cafés een bakkerij en een rijwielhersteller. Na de Krommekolk was een school voor lager onderwijs. Aan de Roomsterweg is verhoogd aangelegd een Joodse begraafplaats. Beeldbepalend waren de telefoonpalen langs de bebouwing. De schutsluis in Diepswal uit 1924 lag toen tussen een basculebrug en een smalle loopbrug en waren de enige bruggen tussen de Roomsterweg. Gemetselde wanden van de middelste verlaat uit 1784 naast het café met een doorrit schuur zijn er nog. Het Hoofddiep werd gebruikt voor schepen soms nog voortgetrokken aan een lijn door de schipper welke over het jaagpad liep. Naar de kalkoven werden schelpen met gemotoriseerde schepen aangevoerd. De schelpen werden met een kabel boven de weg vervoerd en gelost naast een karakteristiek gebouwde opslag. Het vervoer van melkbussen van en naar de melkfabrieken in Zevenhuizen en Tolbert ging met pramen. In de zomer werd ook drinkwater van de melkfabrieken in melkbussen door deze pramen aangevoerd. In deze periode waren de regenwateropvangbakken leeg. Namen zoals Brandparken, Oude en Nieuwe Carolieweg en Jonkersvaart herinneren aan de eerste veenkolonie in noord Nederland. Het coulisselandschap met groene weiden van nu is het resultaat van de vervening.
Ten noorden van het Hoofddiep ligt een bedrijventerrein dat eveneens de naam Diepswal draagt.